# Autoroute périphérique de Mayence
L'autoroute périphérique de Mayence (en allemand : Mainzer Ring, le cercle mayençais) n'est pas un cercle complet autour de Mayence : la moitié se trouve sur les territoires de Hesse à Wiesbaden et à l'arrondissement de Groß-Gerau. Malgré cela, on parle de « Mainzer Ring » et non de « Wiesbadener Ring », car la ville de Wiesbaden n'est pas vraiment incluse ; il s'agit de ses six quartiers en rive droite (de), qui faisaient partie de Mayence jusqu'en 1945.
La rocade se compose de quatre autoroutes et d'une Bundesstraße.

## Secteurs

### Rive gauche (Rhénanie-Palatinat)
- A 60
  - Échangeurs à trois voies Mainz (en allemand : Autobahndreieck Mainz[1]) – Mainz-Laubenheim
- A 643
  - Autobahndreieck Mainz – Mainz-Mombach (Entrée: Pont de Schierstein direction Wiesbaden-Äppelallee)

### Rive droite (Hesse)
- A 643
  - Äppelallee – Échangeurs à trois voies Schierstein (en allemand : Schiersteiner Kreuz[2])
- A 66
  - Schiersteiner Kreuz – Wiesbaden Mainzer Straße
- B 263
  - Wiesbaden-Mainzer Straße – Mainzer Straße
- A 671
  - Mainzer Straße – Échangeurs à trois voies Mainspitze[3] (direction A 60 Ginsheim-Gustavsburg
- A 60
  - Ginsheim-Gustavsburg vers le pont de Mainz-Weisenau

## Curiosités
- Au 16 novembre 1980 Jean-Paul II célébrait une messe à  l'aéroport de Mainz-Finthen lors de sa visite à Mayence. À cette occasion l'A 60 servait comme parking entre les sorties de Mainz-Lerchenberg et de Mainz-Finthen pour les milles voitures et cars.
- Lors de la visite du président américain George W. Bush au 23 février 2005 toute la rocade était transformée en un carrefour giratoire pour quelques heures: le matin dans le sens des aiguilles d’une montre et l'après-midi dans le sens inverse des aiguilles d’une montre.
- C'était déjà au septembre 2006 qu'une interruption de la rocade était annoncée pour le temps après 2015 si le pont de Schierstein n'est pas réparé. Vers 22 h 0 au 10 février 2015 des dommages énormes étaient constatés au viaduc avancé le pont près de Mainz-Mombach[4]. À la suite d'une poutre cassée la chaussée s'est baissée de 30 cm; le viaduc était tout de suite barré suivi des bouchons énormes dans la région Mayence/Wiesbaden[4],[5],[6],[7].
- Depuis le 1er février 2013 il y a une zone de protection de l'environnement (en allemand : Umweltzone) en vigueur pour Mayence et Wiesbaden.

| classe «vert»                                     | classes «jaune» et «vert»                               | classes «jaune», «vert» et «rouge» |
| ------------------------------------------------- | ------------------------------------------------------- | ---------------------------------- |
|                                                   |                                                         |                                    |
|                                                   |                                                         |                                    |
| Accès seulement pour des voitures avec badge vert | Accès seulement pour des voitures avec badge vert/jaune | Accès pour toutes voitures         |